# 投資事業有限責任組合契約に関する法律
投資事業有限責任組合契約に関する法律（とうしじぎょうゆうげんせきにんくみあいけいやくにかんするほうりつ、平成10年6月3日法律第90号）は、事業者に対する投資事業を行うための組合契約であって、無限責任組合員と有限責任組合員との別を約するものに関する制度を確立することにより、事業者への円滑な資金供給を促進し、その健全な成長発展を図り、もって我が国の経済活力の向上に資することに関する日本の法律である。略称はLPS法。1998年（平成10年）に、中小企業等投資事業有限責任組合契約に関する法律として成立した。同年6月3日に公布され、平成16年法律第34号（2004年4月21日公布）による改正の際に、現在の題名に改称。
全35条。

## 構成
- 第一章　総則（第一条―第五条）
- 第二章　組合員の権利及び義務（第六条―第十条）
- 第三章　組合員の脱退（第十一条・第十二条）
- 第四章　組合の解散及び清算（第十三条―第十五条）
- 第五章　民法の準用（第十六条）
- 第六章　登記（第十七条―第三十三条）
- 第七章　罰則（第三十四条・第三十五条）
- 附則